# Georgios Papandreou (1888-1968)
Georgios Papandreou (Grieks: Γεώργιος Παπανδρέου; in het Nederlands meestal George Papandreou genoemd) (Kalentzi, 13 februari 1888 – Athene, 1 november 1968) was een Grieks liberaal politicus.
Papandreou studeerde rechten, economie en politiek en was sedert 1923 vele malen minister onder Venizelos. Tijdens de dictatuur van Metaxas (1936–1941) werd hij gedeporteerd.
Wegens verzetshandelingen werd hij in de Tweede Wereldoorlog door de Italiaanse bezetters gearresteerd. Papandreou kon echter ontsnappen naar Caïro, waar hij in oktober 1944 premier werd van een door de Britten geïnspireerd kabinet van nationale eenheid, dat na de bevrijding naar Griekenland kwam. Na problemen in december 1944 trad Papandreou af. Hij bleef echter wel tot 1952 deel uitmaken van verscheidene regeringen. In dat jaar begon voor hem een lange periode van oppositie.
In 1961 bundelde hij alle Griekse centrumpartijen tot de Unie van het Centrum (Enosis Kentrou), die in 1963 een stembusoverwinning behaalde. Om een parlementaire meerderheid te vormen vond Papandreou echter dat hij te veel afhankelijk zou zijn van de communisten, en schreef nieuwe verkiezingen uit, die hij glansrijk won in februari 1964. Door zijn uitdrukkelijke wens een aantal rechtse officieren uit het leger te verwijderen, kwam het in juli 1965 tot een ernstig meningsverschil met koning Constantijn II. Papandreou nam ontslag en dat was het begin van een langdurige regeringscrisis. In vele Griekse steden werden ten gunste van hem grote demonstraties gehouden. Na de staatsgreep van de kolonels in april 1967 werd Papandreou geïnterneerd, maar onder buitenlandse druk op 23 september 1967 vrijgelaten. 

Aan zijn begrafenis op 3 november 1968 in Athene namen zo'n 300.000 Grieken deel en mondde uit in een massaal protest tegen de militaire junta.
Papandreou ontving in 1965 een eredoctoraat van de Universiteit van Belgrado.
Hij was de vader van Andreas Papandreou en de grootvader van Giorgos Papandreou, die later allebei ook premier van Griekenland zouden worden.
- Bibliothèque nationale de France: cb16699273t (data)
- Gemeinsame Normdatei: 119153572
- International Standard Name Identifier: 0000 0000 8223 5241
- Library of Congress Control Number: n82050817
- National Archives and Records Administration: 10569818
- Nationale bibliotheek van Australië: 35978538
- Nationale Bibliotheek van Israël: 987007276727705171
- Nationale Bibliotheek van Polen: a0000003038581
- Nederlandse Thesaurus van Auteursnamen: 105030961
- Réseau des bibliothèques de Suisse occidentale: 02-A013523551
- SNAC: w63s6wd3
- Trove: 1171366
- Virtual International Authority File: 42641822
- WorldCat: E39PBJwCVxpvG7pcT6KRmqMtrq